# Кристал палас
Кристал палас је стамбена четврт у јужном делу Лондона.